# Королевский нидерландский метеорологический институт

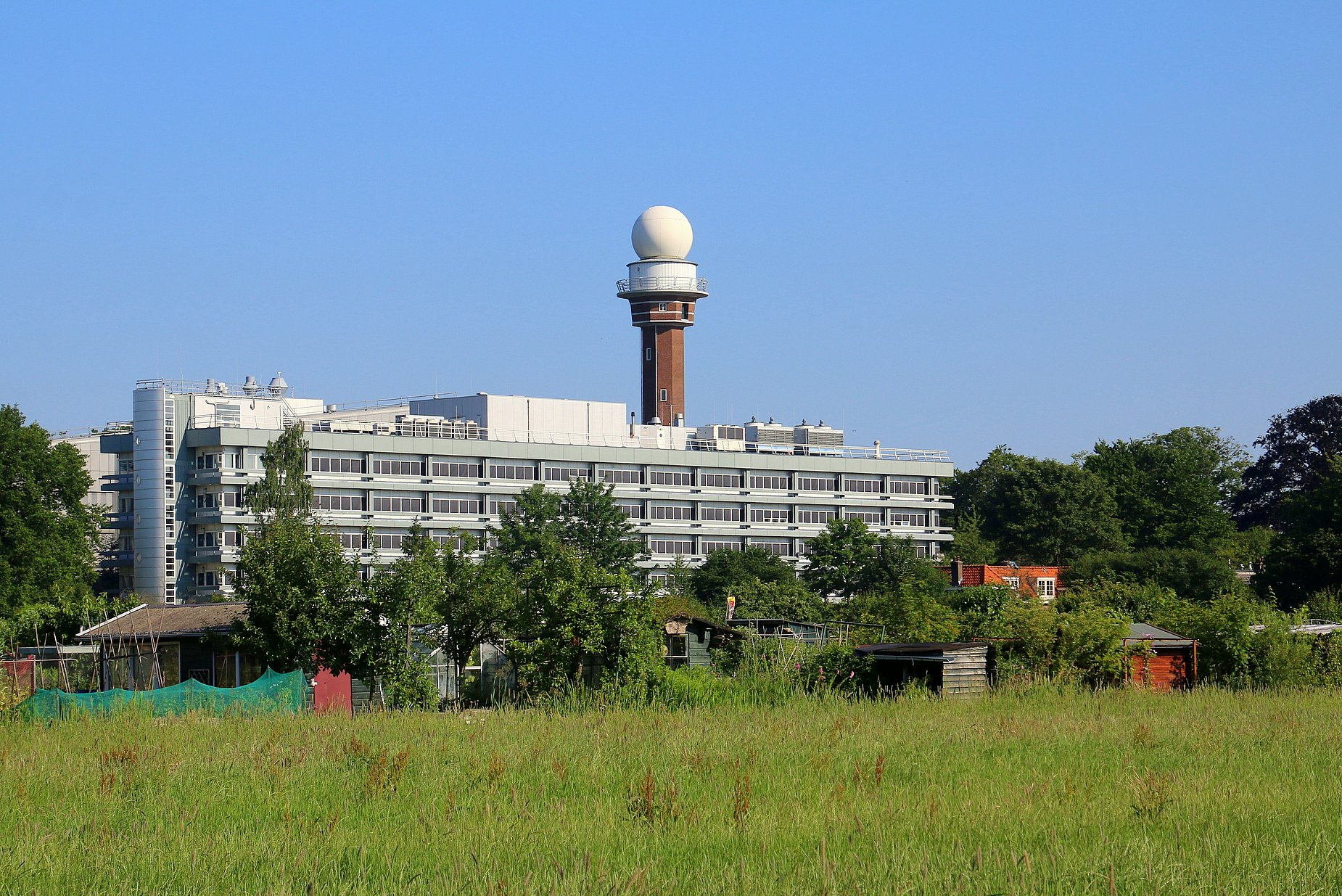
Главное здание метеорологического института королевства Нидерланды

Метеорологический институт Королевства Нидерланды (нидерл. Koninklijk Nederlands Meteorologisch Instituut сокращённо KNMI) — национальный исследовательский и информационный институт, занимающийся прогнозами погоды, предупреждением об опасных явлениях, проблемами изменения климата, мониторингом сейсмической активности, а также хранением данных. Институт находится в городке Де-Билт, провинция Утрехт, Нидерланды.

## История
Институт основан 31 января 1854 года королевским указом. Его возглавил известный метеоролог Х. Х. Д. Бёйс Баллот. Со дня основания институт располагался в обсерватории Сонненборг. В 1897 году он переехал в городок Де-Билт, где находится по сей день.

## Сотрудники и организация
В институте работает около 500 сотрудников. Работа ведётся по трём основным направлениям:
- Прогнозы погоды
- Исследования в области сейсмологии и изменения климата
- Информационно-исследовательское обеспечение